# Oxytricha trifallax
Oxytricha trifallax (лат.) — вид инфузорий класса Spirotrichea, наиболее изученный представитель класса. O. trifallax часто используется в молекулярно-биологических исследованиях, и к настоящему моменту геном её макронуклеуса полностью секвенирован. 

## Биологическое описание
В естественных условиях обитает в пресных водоёмах.
Морфологически Oxytricha trifallax неотличима от близкого вида, Oxytricha fallax, и, как и все представители рода Oxytricha, обладает боковой гибкостью (англ. lateral flexibility) (см. внешнее изображение). Клетки имеют эллипсоидную форму, задняя часть закруглена. Дорсальная поверхность клетки выпуклая. Вентральная сторона уплощена и несёт цирры (8 фронтальных, 5 вентральных и 5 трансверзальных). Правые и левые краевые цирры сливаются в единый ряд на заднем конце клетки. В буккальной области хорошо развита система мембранелл, с правой стороны имеется длинная ундулирующая мембрана. Цитостом располагается на заднем конце буккальной области. Рядом с задним концом буккальной области с левой стороны имеется одна сократительная вакуоль.

## Особенности генома
Как и у других инфузорий, у O. trifallax имеется два ядра: вегетативное (полиплоидный макронуклеус) и генеративное (диплоидный микронуклеус). Подобно другим инфузориям, O. trifallax способна к конъюгации, в ходе которой клетки обмениваются «половинками» микронуклеусов. Старые макронуклеусы при этом разрушаются, и из микронуклеусов образуются новые макронуклеусы. При благоприятных условиях инфузория размножается делением, а к половому процессу приступает при наступлении неблагоприятных условий. Недавние исследования показали необычные особенности организации геномов микро- и макронуклеусов у O. trifallax.
Итак, организации геномов микро- и макронуклеуса у O. trifallax значительно различаются. Геном микронуклеуса (генеративный геном) содержит множество транспозонов и других некодирующих участков (IES англ. internally eliminated sequences), кроме того, его гены значительно перемешаны; из-за этого он находится в нерабочем состоянии и служит только для передачи наследственной информации потомству. Геном макронуклеуса, напротив, содержит почти исключительно кодирующие участки (т. е. гены), и именно он участвует в поддержании жизнедеятельности клетки. Геном микронуклеуса почти в 20 раз превышает по размеру геном макронуклеуса. В 2013 году был полностью расшифрован макронуклеарный геном O. trifallax. Оказалось, что его размер составляет около 50 миллионов пар оснований, а сам он состоит из приблизительно 16 тысяч нанохромосом — хромосом, содержащих всего один ген и теломеры (размер одной нанохромосомы составляет от 500 до 66 тысяч пар нуклеотидов). Впрочем, немногие нанохромосомы содержат несколько генов (до 8). Наличие нанохромосом отличают O. trifallax от других модельных инфузорий (инфузории-туфельки, Paramecium tetraurelia и Tetrahymena thermophila).
После конъюгации геном макронуклеуса строится на основе генома микронуклеуса, подвергаясь при этом значительным перестройкам: 95—96 % генома микронуклеуса при образовании генома макронуклеуса удаляется, а оставшиеся «чистые» гены (MDS англ. macronuclear destined sequences), лишённые различных некодирующих элементов, собираются из перемешанного состояния в правильном порядке. Интроны при такой перестройке не удаляются, а входят в состав сохраняемых фрагментов.
Установлено, что такая сборка осуществляется с помощью РНК длиной около 27 нуклеотидов, транскрибированных с генома старого макронуклеуса ещё до конъюгации. В этом отношении O. trifallax отличается от T. thermophila, у которой такие РНК длиной 28—29 нуклеотидов считываются не со старого макронуклеуса, а с микронуклеуса; кроме того, у T. thermophila они 2'-O-метилированы по 3'-концу, а у O. trifallax  такая модификация отсутствует. После конъюгации сборка МАК-хромосомы (хромосомы, входящей в состав геном макронуклеуса) путём вырезания из копии МИК-хромосомы (хромосомы, входящей в состав геном микронуклеуса) лишних фрагментов и соединении оставшихся в правильном порядке соответственно с матрицей РНК от родительского макронуклеуса, благодаря чему собираются функциональные гены. Несмотря на то что старый макронуклеус в некоторой степени генетически отличается от нового, эти различия не мешают правильной сборке МАК-хромосомы. После сборки генов к концам новой хромосомы добавляются теломеры, тем самым завершая образование новой МАК-хромосомы. Описанный механизм является универсальным, он необходим для правильной сборки и тех генов, которые в микронуклеусе находятся в неперемешанном виде. Кроме того, показано, что в МАК-хромосому могут переноситься некоторые нуклеотидные замены с РНК-матрицы. Таким образом, у инфузорий имеет место передача наследственной информации с помощью РНК.
После сборки нанохромосомы она подвергается амплификации, в результате которой образуется около 2000 копий каждой нанохромосомы. Кроме того, показано, что при формировании хромосомы фрагменты ДНК могут вырезаться и соединяться по-разному, что приводит к образованию различных изоформ примерно у 10 % нанохромосом (некое подобие альтернативного сплайсинга). Образование изоформ показано именно для тех немногих нанохромосом, которые содержат несколько генов. В некоторы случаях существует связь между количеством копий хромосомы и уровнем её экспрессии, однако эта закономерность, судя по всему, не является правилом. По-видимому, число копий нанохромосомы вообще не регулируется, и при делении они расходятся по дочерним клеткам случайным образом.
Несмотря на обилие нанохромосом, каждая из них ограничена двумя теломерами, образуемыми теломеразой, которая у O. trifallax всего одна. Для поддержание такого большого числа теломер у O. trifallax имеются дополнительные белки, они кодируются 9 генами-паралогами.
По-видимому, способность вырезать некодирующие участки инфузории приобрели в результате прошедшего нашествия транспозонов. После этого они «одомашнили» транспозазы (ферменты, обеспечивающие вырезание транспозонов) и стали использовать их для удаления транспозонов. В геномах макронуклеусов Tetrahymena и Paramecium имеется копия гена транспозазы класса PiggyBac, а в геноме микронуклеуса O. trifallax найдено множество копий гена транспозазы класса Tc1/mariner. Ещё две транспозазы участвуют в перестройке генома при образовании макронуклеуса. О важности транспозаз для инфузорий говорит то, что их ингибирование приводит к накоплению высокомолекулярной ДНК и наличию транспозонов в МАК-геноме, чего в норме быть не должно.